# Attaques israéliennes contre le secteur de la santé au Liban pendant la guerre Israël-Hezbollah 2023-2024
Les attaques israéliennes contre le secteur de la santé au Liban pendant la guerre Israël-Hezbollah 2023-2024 sont proportionnellement plus mortelles que dans toute autre guerre dans le monde en 2023-2024, y compris lors de la guerre à Gaza, et lors de la guerre russo-ukrainienne,. Selon le droit international humanitaire, les hôpitaux, les patients qu'ils abritent, les professionnels de la santé, les ambulances, ne peuvent pas être mis en danger par les belligérants. Ce principe s'applique aux services affiliés aux groupes armés comme le Hezbollah. Israël allègue l'utilisation de structures médicales à des fins militaires mais doit apporter la preuve d'une telle utilisation et respecter la protection dont bénéficient les personnes malades ou blessées soignées dans ces structures.
137 attaques israéliennes ont eu lieu contre les soins de santé au Liban selon l'Organisation mondiale de la santé, entre le 7 octobre 2023 et le 21 novembre 2024.
226 professionnels de la santé et patients ont été tués au Liban et 199 blessés dans ces attaques entre le 7 octobre 2023 et le 18 novembre 2024, selon le Système de surveillance des attaques contre les soins de santé.
6% des Libanais tués dans des attaques israéliennes au Liban sont des secouristes et membres du personnel de l'aide médicale urgente,.

## Droit international humanitaire
« Les hôpitaux et autres établissements médicaux sont des biens civils protégés par le droit international humanitaire », conformément à l'article 19 de la quatrième Convention de Genève.
Les médecins et les secouristes qui œuvrent dans des organisations affiliées au Hezbollah bénéficient de la même protection que tous les professionnels de la santé ; le droit international interdit de les cibler, souligne Heidi Matthews, professeure canadienne de droit à la Osgoode Hall Law School.
Par ailleurs un belligérant qui vise des établissements de santé en alléguant leur utilisation à des fins militaires doit en apporter la preuve claire. Quand même ce serait le cas, les personnes blessées ou malades qui y sont soignées demeurent protégées, et doivent bénéficier d'un délai d'évacuation avant une attaque.
Human Rights Watch parle de crimes de guerre manifestes concernant certaines frappes israéliennes contre le secteur médical au Liban,.

## Comparaison avec des guerres contemporaines
Selon l'Organisation mondiale de la santé, « 47 % des attaques contre les soins de santé – 65 sur 137 – se sont avérées mortelles pour au moins un professionnel de la santé ou un patient au Liban », entre le 7 octobre 2023 et le 21 novembre 2024,.
Cette proportion est supérieure à celle observée dans toute autre guerre contemporaine dans le monde,. En effet, c'est près de la moitié des attaques israéliennes contre le soins de santé qui ont provoqué la mort d’un professionnel de la santé ou un patient, alors que la moyenne mondiale est de 13,3 %, selon les chiffres du Système de surveillance des attaques contre les soins de santé, qui recueille des données dans 13 pays ou territoires en proie à des conflits, entre le 7 octobre 2023 et le 18 novembre 2024 ; parmi ces 13 territoires figurent l'Ukraine, le Soudan et le territoire palestinien occupé,.
226 agents de santé et patients ont été tués au Liban et 199 blessés entre le 7 octobre 2023 et le 18 novembre 2024, selon le Système de surveillance des attaques contre les soins de santé,.

## Part des pertes humaines et des dommages liés aux soins de santé
Parmi les attaques israéliennes ayant affecté le secteur de la santé, la majorité ont tué ou blessé des membres du personnel médical.
Ainsi, 68 % de ces attaques ont touché le personnel de santé selon le SSA.
63 % ont touché le transport sanitaire.
26 % ont touché les établissements de santé.

## Chronologie des pertes humaines et des dommages liés aux soins de santé
Le secteur médical et les secouristes sont visés par l'armée israélienne,.
Les données chiffrées distinguent d'une part les attaques directes, qui tuent le personnel de santé, endommagent des hôpitaux ou des ambulances, et, d'autre part, le largage de bombes dans un périmètre plus ou moins large autour des établissements de santé qui force ces établissements à l'inactivité.
- Le 24 septembre 2024 : 2 employés du Haut Commissariat des Nations unies pour les réfugiés (HCR) ont été tués dans des bombardements[12]..
- Le 29 septembre 2024 : 14 secouristes sont tués en deux jours dans les bombardements, selon le ministère de la Santé[13].
- Le 30 septembre : 6 secouristes sont tués dans une frappe israélienne dans la Bekaa[14].
- Entre le 1er et le 3 octobre, 40 secouristes et pompiers ont été tués en 3 jours[15].
- début octobre : au moins 12 secouristes de la Défense civile libanaise, qui dépend de l’État libanais[16], sans rapport avec le Hezbollah, et 16 ambulanciers de la Croix-Rouge libanaise, également sans rapport avec le Hezbollah, ont été tués dans des frappes israéliennes[6].
- Le 4 octobre : lors de cette seule journée, 11 secouristes sont tués ; ils travaillant au sein du Comité islamique de la santé, affilié au Hezbollah, à Beyrouth, dans la banlieue sud ou dans le sud du pays. 7 parmi eux sont tués dans une frappe sur le seuil de l’hôpital public de Marjayoun qui, ayant été endommagé, a dû cesser toute activité[10].
- Chiffres publiés le 4 octobre 2024 :  selon l'Organisation Mondiale de la Santé, 28 professionnels de la santé ont été « tués au Liban au cours de la journée écoulée »[17]. Le directeur de l'OMS, Tedros Adhanom Ghebreyesus, évoque une situation catastrophique dans le traitement des blessés à cette même date du 4 octobre : à Beyrouth, 5 hôpitaux ont entièrement — ou partiellement — cessé de fonctionner ; 37 établissements de santé ont dû fermer dans le sud du Liban[17],[18].
- Le 7 octobre : 10 pompiers sont tués dans une frappe aérienne sur leur caserne à Baraachit[19].
- Le 9 octobre, 5 secouristes sont tués dans une frappe dans le sud du Liban[20].
- Chiffres publiés le 10 octobre 2024 : selon l'Organisation Mondiale de la Santé  l'aviation israélienne a bombardé 37 établissements de santé, tué 70 professionnels de santé et blessé 65 personnes travaillant dans le même secteur d'activité entre le 8 octobre 2023 et le 10 octobre 2024[21].
- Chiffres publiés le 14 octobre 2024 : selon les Nations unies, « les attaques israéliennes ont forcé la fermeture de 98 établissements de santé à travers le Liban »[22]. En outre, 150 médecins, secouristes et pompiers ont été tués depuis le début du conflit, à la date du 14 octobre 2024[23].
- Chiffres publiés le 29 octobre 2024 : entre le début de la guerre et le 29 octobre 2024,« 58 frappes israéliennes ont été menées contre des hôpitaux et des cliniques, 158 contre des ambulances et 72 contre des véhicules de lutte contre les incendies ou de secours », la plupart ayant eu lieu à partir du 23 septembre 2024[4].
- Chiffres publiés le 1er novembre 2024 : les opérations militaires israéliennes au Liban ont fait 178 morts et 292 blessés dans le secteur de la santé et touché 243 véhicules, 84 centres de soins ou structures ambulatoires et 40 hôpitaux selon le ministère libanais de la Santé[24].

- Chiffres publiés le 15 novembre 2024 : au moins 192 secouristes et personnels de santé ont été tués lors des frappes aériennes israéliennes depuis le début du conflit au Liban[25]. Israël a allégué une utilisation militaire d'ambulances par le Hezbollah « sans toutefois en apporter la preuve » selon CNN[6]. Le Liban a porté plainte devant le Conseil de sécurité de l'ONU en réponse aux « attaques israéliennes réitérées et délibérées contre la Défense civile libanaise »[26].
- Chiffres publiés le 22 novembre :

Israël a largué des bombes à distance létale d'au moins 19 hôpitaux libanais, soit dans un rayon de 340 mètres autour de ces établissements, et à distance dangereuse de 24 hôpitaux, soit dans un rayon de 500 mètres, selon une enquête publiée le 2 novembre 2024,.
Le Haut-Commissariat des Nations unies pour les Réfugiés s’est alarmé de « nombreux cas de violations du droit humanitaire international dans la manière dont les frappes aériennes sont menées, détruisant ou endommageant des infrastructures civiles, affectant les opérations humanitaires ». L’Organisation mondiale de la santé fait état de « violations flagrantes du droit humanitaire international concernant des infrastructures de santé dans divers endroits au Liban ». Le coordinateur des opérations humanitaires pour le Liban à l’ONU, Imran Riza, déplore une « hausse alarmante des attaques contre les services de santé ».

## Liste de services médicaux touchés
« Les services d’urgence affiliés au Hezbollah et à ses alliés ont été les plus durement touchés, selon un décompte du ministère de la Santé, mais les équipes de la Croix-Rouge libanaise et de la Défense civile gérée par le gouvernement ont également essuyé des tirs », selon le Washington Post.
- Nuit du 2 ou 3 octobre 2024 : frappe israélienne contre le centre médical du centre de Beyrouth le 4 octobre 2024 (en)[29], dans le quartier de Bachoura : au moins 9 personnes sont tuées[30]., dont 7 secouristes[31]. Le centre médical appartenait au Comité sanitaire islamique, lié au Hezbollah, et qui fournit une aide médicale d'urgence[31].
- 3 octobre 2024 : frappe israélienne à Odeissah, dans le sud du Liban, contre des ambulances du Comité islamique de la santé ; 3 médecins sont tués[32].
- 4 octobre 2024 :  frappe israélienne près de l’entrée de l’Hôpital de Marjayoun, dans le sud du Liban, sur une ambulance du Comité sanitaire islamique ; 7 secouristes sont tués[31] ; l’hôpital doit cesser son activité[33].
- 4 octobre 2024 :  frappe israélienne sur l'hôpital Salah Ghandour de Bint Jbeil, dans le sud du Liban, après un ordre d'évacuation. 9 membres du personnel médical  sont blessés, dont plusieurs grièvement. L'hôpital, endommagé, doit cesser ses activités[33].
- 4 octobre 2024 : l’hôpital privé Sainte-Thérèse près de la banlieue sud de Beyrouth, tenu par des sœurs, arrête ses activités ; iles frappes israéliennes y ont causé d'« immenses dégâts » et son périmètre est devenu trop dangereux[34].
- 4 octobre 2024 : l'hôpital Meiss al Jabal, près de la frontière sud du Liban, cesse son activité en raison de frappes israéliennes[35].
- 22 octobre 2024 : frappe à proximité de l'hôpital Rafic Hariri (Rafik Hariri University Hospital (en)), le plus grand hôpital du pays, dans le quartier de Jnah de Beyrouth, près de la banlieue sud, sans avertissement préalable ; le bombardement fait 18 morts dont 4 enfants et 60 blessés[36], et endommage l'hôpital[31].